# Asparagus lynetteae
Asparagus lynetteae — вид рослин із родини холодкових (Asparagaceae).

## Біоморфологічна характеристика
Це багаторічна витка рослина до 300 см заввишки.

## Середовище проживання
Ареал: ПАР.